# Холланд (Арканзас)
Холланд (англ. Holland, Arkansas) — город, расположенный в округе Фолкнер (штат Арканзас, США) с населением в 577 человек по статистическим данным переписи 2000 года.

## География
По данным Бюро переписи населения США город Холланд имеет общую площадь в 17,87 квадратных километров, водных ресурсов в черте населённого пункта не имеется.
Город Холланд расположен на высоте 113 метров над уровнем моря.

## Демография
По данным переписи населения 2000 года в Холланде проживало 577 человек, 164 семьи, насчитывалось 217 домашних хозяйств и 235 жилых домов. Средняя плотность населения составляла около 32,4 человек на один квадратный километр. Расовый состав Холланда по данным переписи распределился следующим образом: 96,01 % белых, 1,39 % — коренных американцев, 0,17 % — выходцев с тихоокеанских островов, 2,25 % — представителей смешанных рас, 0,17 % — других народностей. Испаноговорящие составили 0,35 % от всех жителей города.
Из 217 домашних хозяйств в 36,9 % — воспитывали детей в возрасте до 18 лет, 57,1 % представляли собой совместно проживающие супружеские пары, в 12,4 % семей женщины проживали без мужей, 24,4 % не имели семей. 21,2 % от общего числа семей на момент переписи жили самостоятельно, при этом 10,1 % составили одинокие пожилые люди в возрасте 65 лет и старше. Средний размер домашнего хозяйства составил 2,66 человек, а средний размер семьи — 3,01 человек.
Население города по возрастному диапазону по данным переписи 2000 года распределилось следующим образом: 28,4 % — жители младше 18 лет, 8,8 % — между 18 и 24 годами, 30,5 % — от 25 до 44 лет, 19,2 % — от 45 до 64 лет и 13,0 % — в возрасте 65 лет и старше. Средний возраст жителей составил 32 года. На каждые 100 женщин в Холланде приходилось 107,6 мужчин, при этом на каждые сто женщин 18 лет и старше приходилось 104,5 мужчин также старше 18 лет.
Средний доход на одно домашнее хозяйство в городе составил 32 368 долларов США, а средний доход на одну семью — 34 583 доллара. При этом мужчины имели средний доход в 29 219 долларов США в год против 20 982 доллара среднегодового дохода у женщин. Доход на душу населения в городе составил 15 370 долларов в год. 10,6 % от всего числа семей в округе и 15,1 % от всей численности населения находилось на момент переписи населения за чертой бедности, при этом 21,1 % из них были моложе 18 лет и 7,8 % — в возрасте 65 лет и старше.